# Террі Калльє
Те́рренс Орла́ндо «Те́ррі» Калльє́ (англ. Terrence Orlando «Terry» Callier; 24 травня 1945 — 27 жовтня 2012) — американський співак, автор пісень та гітарист, який працював у жанрах джаз, фолк, соул.

## Біографія
Калльє народився в Чикаго. З трьох років почав навчатися гри на фортепіано, в одинадцять написав свою першу пісню, підлітком виступав у аматорських ду-уоп гуртах. Під час навчання в коледжі освоїв гру на гітарі.
У 1962 виходить дебютний сингл Look at Me Now. В 1965 був записаний перший дебютний альбом The New Folk Sound of Terry Callier, але випущений лише у 1968 році.
У 1970-х роках виходить п'ять альбомів Террі Калльє: Occasional Rain (1972), What Color Is Love (1973), I Just Can't Help Myself (1974) для Cadet та Fire on Ice (1977), Turn You to Love (1978) з Elektra Records. Платівки високо оцінили критики, проте вони були комерційно успішними.
У 1983 Калльє припиняє свою музичну діяльність, коли отримує опіку над своєю донькою. З цього часу він освоює комп'ютерне програмування та працює в Чиказькому університеті, а на вечірніх заняттях в коледжі здобуває ступінь з соціології.
Наприкінці 80-х британські ді-джеї почали виконувати пісні Калльє на танцмайданчиках. В 1991 Едді Піллер перевидає маловідомий сингл I Don't Want to See Myself (Without You) (1983). В той самий час Террі Калльє починає виступати в клубах Лондона.
У 1996 виходить новий альбом TC in DC. В наступному році співак співпрацює з британською співачкою Бет Ортон. В період з 1998—2010 виходять шість альбомів: Time Peace (1998), Lifetime (1999), Speak Your Peace (2002), The New Folk Sound of Terry Callier (2003), Lookin' Out (2004), з участю Massive Attack Hidden Conversations (2009).
Помер в Чикаго 27 жовтня 2012 від раку горла.

## Дискографія
1965 — The New Folk Sound of Terry Callier
1972 — Occasional Rain
1973 — What Color Is Love
1974 — I Just Can't Help Myself
1977 — Fire on Ice
1978 — Turn You to Love
1998 — Time Peace
1999 — Lifetime
2002 — Speak Your Peace
2003 — The New Folk Sound of Terry Callier
2004 — Lookin' Out
2009 — Hidden Conversations